# Rábanos
Rábanos ist ein Ort und eine Gemeinde (municipio) mit 79 Einwohnern (Stand: 2024) in der Provinz Burgos der Autonomen Gemeinschaft Kastilien-León. Zur Gemeinde gehören neben dem Ort Rábanos noch die Ortschaften Alarcia und Villamudria.

## Lage
Rábanos liegt etwa 35 Kilometer ostsüdöstlich von Burgos in einer Höhe von etwa 1185 m. Die Ortschaft und der Großteil der Gemeinde liegen außerhalb des Naturparks Espacio Natural de la Sierra de la Demanda.

## Bevölkerungsentwicklung
| 1970 | 1981 | 1991 | 2001 | 2011 | 2021 |
| ---- | ---- | ---- | ---- | ---- | ---- |
| 168  | 84   | 58   | 100  | 97   | 82   |

## Sehenswürdigkeiten
- Stefanskirche (Iglesia de San Esteban Protomártir) in Rábanos
- Kirche Mariä Himmelfahrt (Iglesia de Nuestra Señora de la Asunción) in Alarcia
- Einsiedelei Santa Eufemia in Villamudria